# Lygodactylus blancae
Lygodactylus blancae — вид геконоподібних ящірок родини геконових (Gekkonidae). Ендемік Мадагаскару.

## Поширення і екологія
Lygodactylus blancae є ендеміками острова Мадагаскар. Вони поширені в 10-кілометровій зоні навколо озера Ітасі в Центральному нагір'ї, на висоті від 950 до 1350 м над рівнем моря. Зустрічаються в садах та серед скельних виступів. Живляться комахами, відкладають яйця.

## Збереження
МСОП класифікує стан збереження цього виду як близький до загрозливого. Lygodactylus blancae може загрожувати знищення природного середовища. 